# Nilomantis edmundsi
Nilomantis edmundsi es una especie de mantis de la familia Iridopterygidae.

## Distribución geográfica
Se encuentra en la República Centroafricana y Ghana.